# Lovers part II
Singles de Miliyah Katō
Heart Beat
(2012) Love Story
(2013)
Lovers part II est le 25e single de Miliyah Katō, sorti sous le label Mastersix Foundation le 17 octobre 2012 au Japon. Il sort en format CD et CD+DVD. Il arrive 15e à l'Oricon. Il se vend à 6 088 exemplaires la première semaine et reste classé 5 semaines pour un total de 9 428 exemplaires vendus en tout. Lovers part II se trouve sur l'album True Lovers.

## Liste des titres
| 1. | Lovers part II feat. Wakadanna (LOVERS part II)                               |  |
| 2. | Mukuchi no Uta (無口のうた)                                                   |  |
| 3. | Lalala feat. Wakadanna (T.O.M. Remix) (LALALA feat. Wakadanna (T.O.M. REMIX)) |  |
| 4. | Lovers part II feat. Wakadanna (Instrumental) (LOVERS part II)                |  |

| 1. | Lovers part II feat. Wakadanna (Music Vidéo) (LOVERS part II) |  |